# Саратовське намісництво
Сара́товське намі́сництво (рос. Саратовское наместничество) — адміністративно-територіальна одиниця в Російській імперії в 1780–1796 роках. Адміністративний центр — Саратов. Створене 11 січня 1780 року на основі Саратовської провінції Астраханської губернії. Складалося з 11 повітів. 12 грудня 1796 року перетворене на Саратовську губернію.